# Oostenrijkse parlementsverkiezingen 1999
De zeventiende verkiezingen van de Nationalrat, het parlement van Oostenrijk, vonden op 3 oktober 1999 plaats.

## Deelnemende partijen
| Afbeelding | Afbeelding | Partij                                                                                    | Ideologie                                                     | Lijsttrekker                      |
| ---------- | ---------- | ----------------------------------------------------------------------------------------- | ------------------------------------------------------------- | --------------------------------- |
|            |            | Sozialdemokratische Partei Österreichs (SPÖ) (Sociaaldemocratische Partij van Oostenrijk) | Centrumlinks sociaaldemocratie, progressivisme                | Viktor Klima (bondskanselier)     |
|            |            | Österreichische Volkspartei (ÖVP) Oostenrijkse Volkspartij                                | Centrumrechts christendemocratie, liberaal conservatisme      | Wolfgang Schüssel (vicekanselier) |
|            |            | Freiheitliche Partei Österreichs (FPÖ) Vrijheidspartij van Oostenrijk                     | Rechts rechts populisme, nationaal liberalisme, conservatisme | Jörg Haider                       |
|            |            | Die Grünen - Die Grüne Alternative (GRÜNE) De Groenen - Het Groene Alternatief            | Centrumlinks groene politiek, progressivisme                  | Alexander Van der Bellen          |
|            |            | Liberales Forum (LIF) Liberale Forum                                                      | Centrum klassiek liberalisme, centrisme                       | Heide Schmidt                     |

## Lijsttrekkers

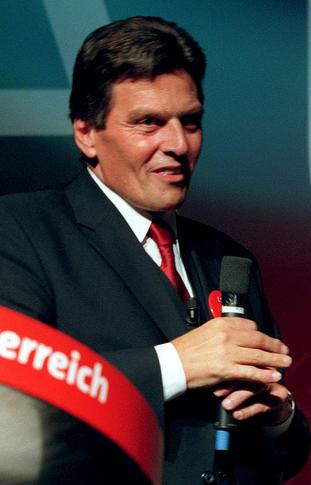
Viktor Klima (SPÖ)
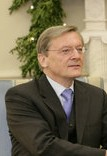
Wolfgang Schüssel (ÖVP)
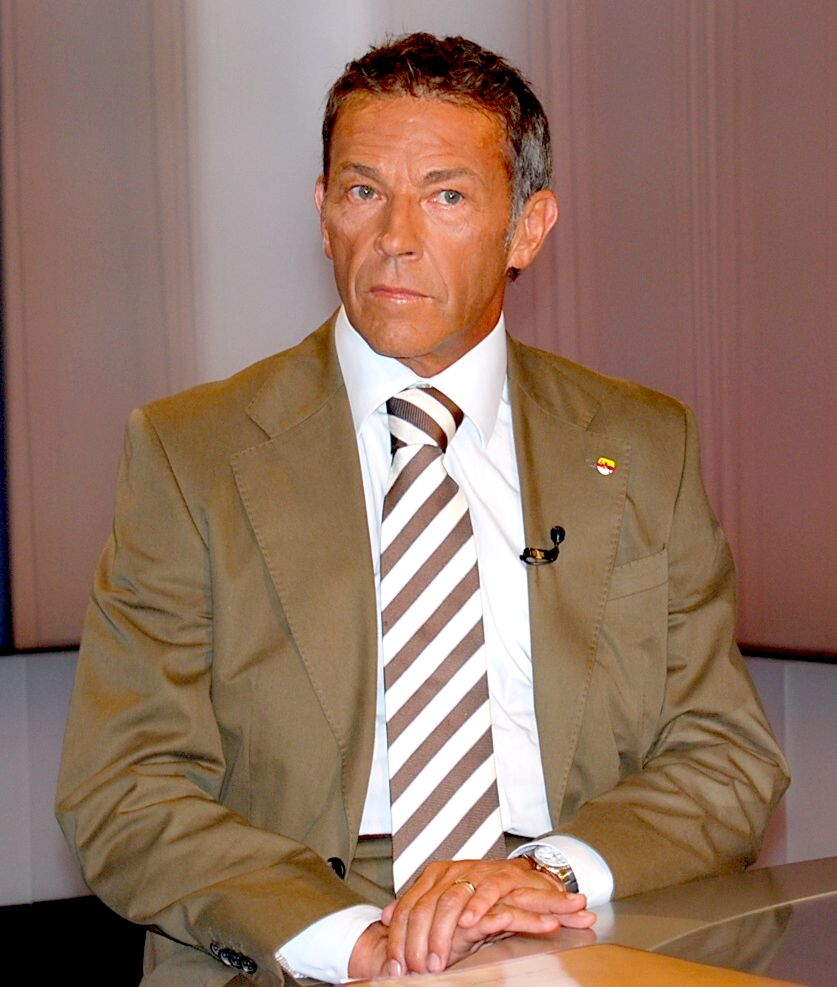
Jörg Haider (FPÖ)
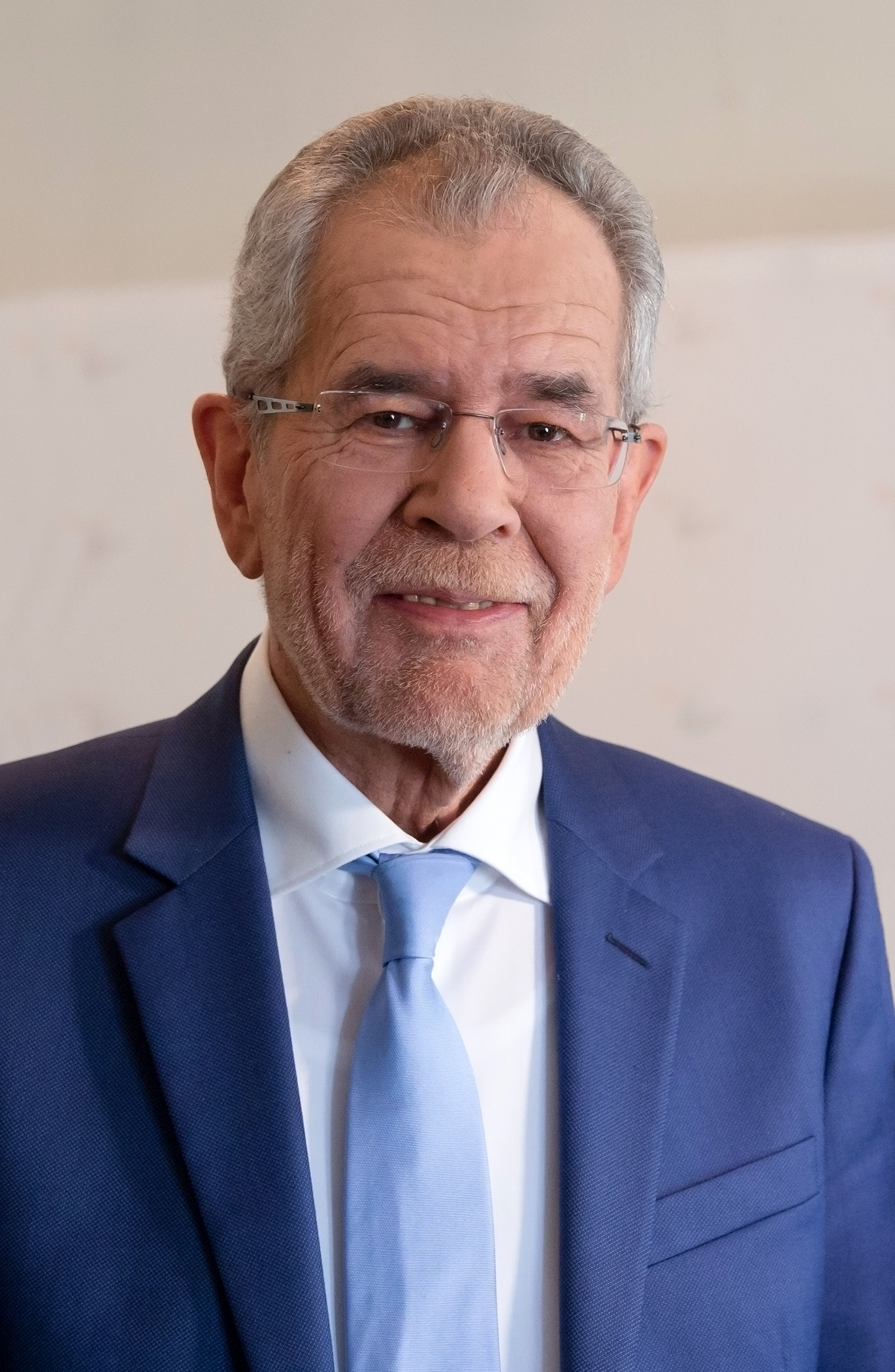
Alexander Van der Bellen (GRÜNE)
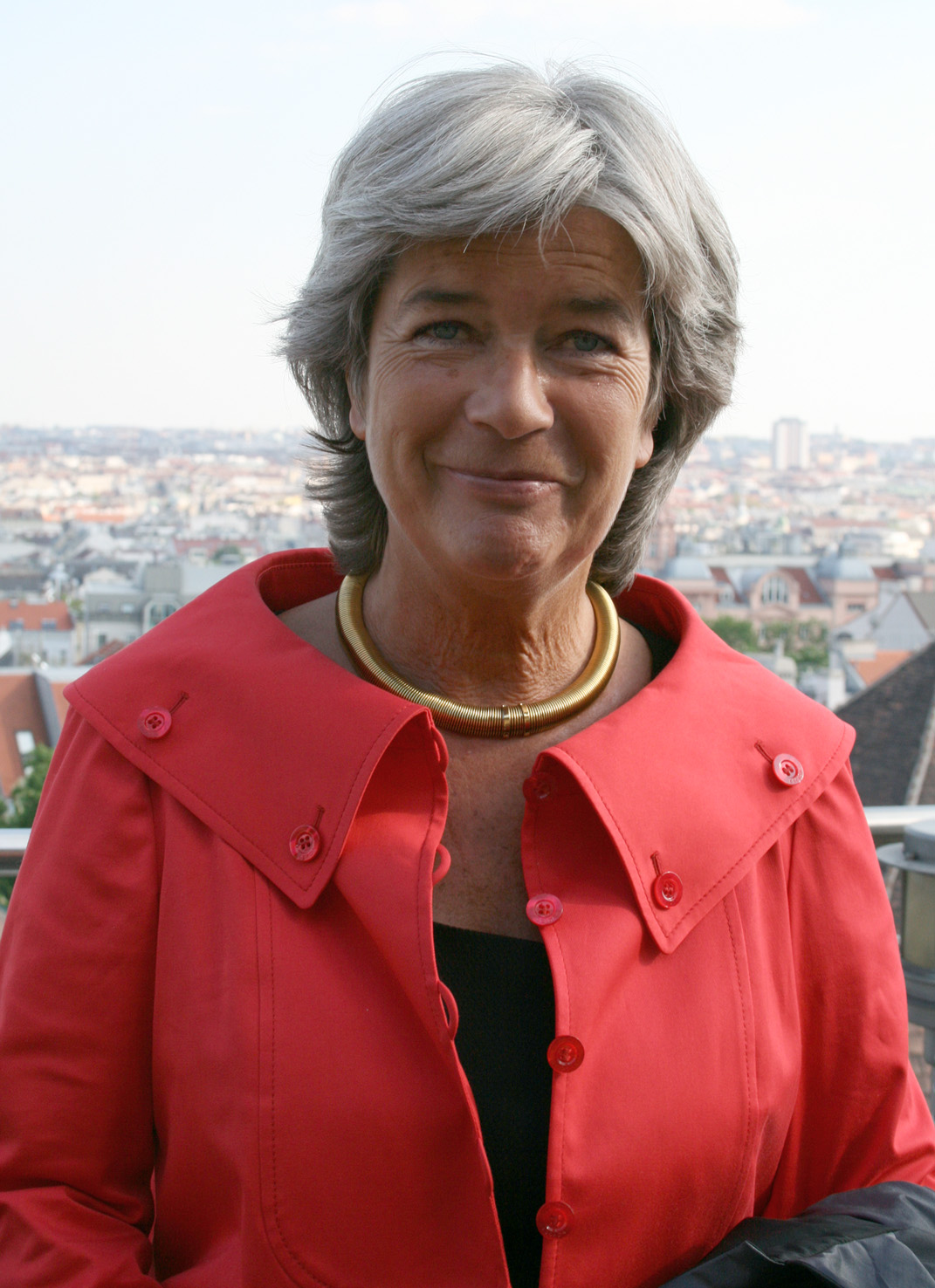
Heide Schmidt (LIF)

## Uitslag
Hoewel de SPÖ van bondskanselier Viktor Klima een verkiezingsnederlaag leed, bleef zij wel de grootste partij in de Nationale Raad. De ÖVP van vicekanselier Wolfgang Schüssel bleef stabiel. Grote winnaar van de verkiezingen was de rechts-populistische FPÖ van de Landeshauptmann van Karinthië, Jörg Haider. Winst was er ook voor Die Grünen van Alexander Van der Bellen. Het LIF van Heide Schmidt verdween uit de Nationale Raad: de kiesdrempel bleek te hoog voor deze partij.
| Partijen         | Partijen                                                           | Stemmen   | Percentage | Zetels | Verschil |
| ---------------- | ------------------------------------------------------------------ | --------- | ---------- | ------ | -------- |
|                  | Sozialdemokratische Partei Österreichs (SPÖ)                       | 1.532.448 | 33,15%     | 65     | 6        |
|                  | Freiheitliche Partei Österreichs (FPÖ)                             | 1.244.087 | 26,91%     | 52     | 11       |
|                  | Österreichische Volkspartei (ÖVP)                                  | 1.243.672 | 26,91%     | 52     | 0        |
|                  | Die Grüne Alternative (GRÜNE)                                      | 342.260   | 7,40%      | 14     | 5        |
|                  | Liberales Forum (LIF)                                              | 168.612   | 3,65%      | 0      | 10       |
|                  | Die Unabhängigen - Lijst Lugner (DU)                               | 46.943    | 1,02%      | 0      | NIEUW    |
|                  | Kommunistische Partei Österreichs (KPÖ)                            | 22.016    | 0,48%      | 0      | 0        |
|                  | Nein zu NATO und EU – Neutrales Österreich Bürgerinitiative (NEIN) | 19.286    | 0,42%      | 0      | NIEUW    |
|                  | Christliche Wählergemeinschaft (CWG)                               | 3.030     | 0,07%      | 0      | 0        |
|                  | Ongeldige stemmen/ blanco stemmen                                  | 72.871    | —          | —      | —        |
| (opkomst 80,42%) | (opkomst 80,42%)                                                   | 4.695.225 | 100%       | 183    |          |

## Coalitievorming

### Onderhandelingen SPÖ en ÖVP
De SPÖ van Klima sloot een coalitie met de rechts-populistische FPÖ van Haider uit. De SPÖ begon aanvankelijk te onderhandelen met de ÖVP van Schüssel om de "rood-zwarte" coalitie, die sinds 1986 aan de macht was, voort te zetten. De ÖVP eiste tijdens de onderhandelingen echter het ministerie van Financiën op, hetgeen werd afgewezen door de sociaaldemocraten. De onderhandelingen liepen daarop vast.

### Onderhandelingen ÖVP en FPÖ
De ÖVP vervolgens om te gaan onderhandelingen over een nieuwe bondsregering met de FPÖ. De ÖVP - die in dit stadium overigens graag zonder de SPÖ wilde regeren - stelde een aantal voorwaarden aan de samenwerking met de FPÖ: ten eerste wilde de ÖVP de bondskanselier leveren, hoewel de partij net iets minder stemmen had gekregen dan de FPÖ en de FPÖ moest een verbinden aan een "Oostenrijk zonder xenofobie, antisemitisme en racisme". Nadat de FPÖ aan deze voorwaarde had voldaan was de nieuwe coalitieregering een feit. Haider besloot bovendien om niet toe te treden tot de regering en trad zelfs af als partijvoorzitter.

### Aantreden "zwart-blauwe regering"
Op 4 februari 2000 werd de bondsregering-Schüssel I, de zogenaamde "zwart-blauwe" coalitie gepresenteerd. De regering werd ingezworen door bondspresident Thomas Klestil, die weinig was ingenomen met de nieuwe coalitie en die daags voor de installatie van het nieuwe kabinet al twee kandidaat-ministers van de FPÖ afwees. Tijdens de installatie van de nieuwe regering demonstreerden honderdduizenden Oostenrijkers tegen de nieuwe regering.
Direct na het aantreden van de nieuwe bondsregering kreeg Oostenrijk te maken met sancties van de Europese Unie.

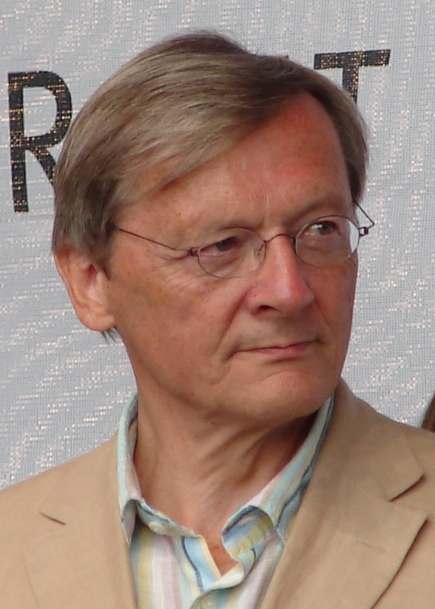
Bondskanselier Wolfgang Schüssel (ÖVP)
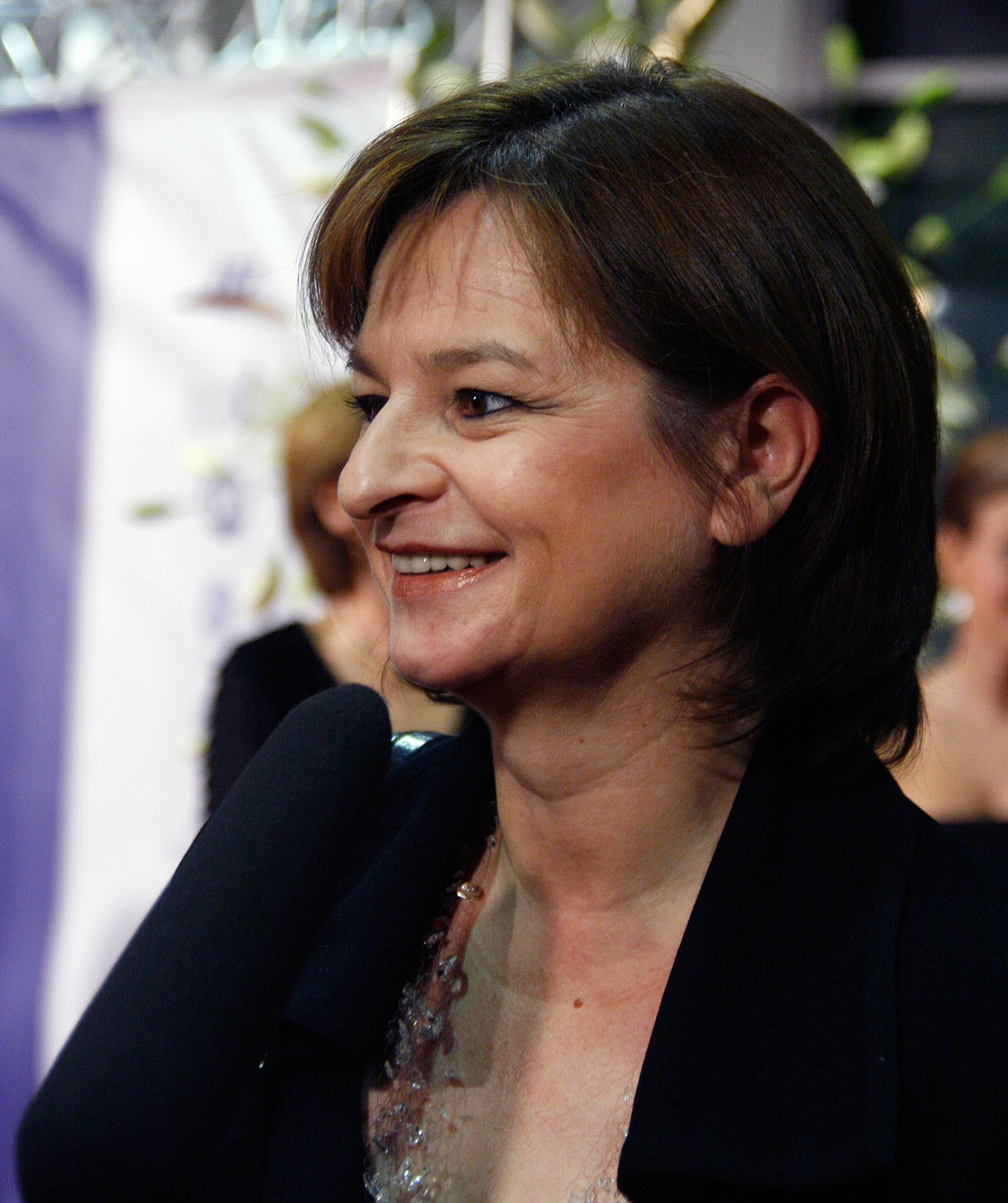
Vicekanselier Susanne Riess-Passer (FPÖ)